# Bacall
Peter Balázs, känd som Bacall (stiliserat som BACALL) eller Peter Bacall, född 1993 i Stockholm, är en svensk video- och musikproducent, remixare samt DJ.
Bacall har producerat flera singlar som sålt dubbelplatina åt diverse svenska artister.
Han var video- och musikproducenten i gruppen Mange Makers 2011-2014 men återvände 2021.
År 2016 gav han, i samarbete med Malo och Prince Osito, ut sin version av låten Africa av Toto. Den nådde plats 11 på Sveriges topplista, och har över 46 miljoner streams på Spotify. Hösten 2016 nådde "Africa" 2 x platina och placerade sig på toppen av landets allra största radiostationer.
Under hösten följde singeln "Made of Stone”.

## Diskografi

### Singlar
- 2012 ”Programmed (To Be Perfect)”- (med Felix Voya)
- 2012 ”Sphere”
- 2014 ”First step” (med Felix Lignell)
- 2014 ”Radar” (med Felix Lignell)
- 2014 ”Aztec” (med Felix Lignell)
- 2015 ”Red” (med Lignell)
- 2016 ”Made of Stone” med Malo ft Prince Osito
- 2017 ”Gone Love”
- 2017 ”Breaking The Waves”
- 2018 ”Ferrara (feat. FrankK)”
- 2018 ”Hand On Heart (med FrankK)”
- 2020 ”Ice Baby Ice (med Sikk Ivy)”
- 2021 ”Psycho Baby Run (med Sikk Ivy)”

### Officiella remixer
- 2013 ”Remember Me -feat. Deborah Cox” -George Vector remix (med Felix Voya)
- 2014 ”Svin på rutin” - Victor och Natten remix (med Felix Lignell)
- 2014 ”Din soldat” - Albin remix (med Felix Lignell)
- 2015 ”En sista gång” - Albin remix (med Lignell)
- 2016 ”Africa” med Malo ft Prince Osito- remake
- 2016 ”Aldrig Bli Som Förr (Bacall Remix)” - Laleh

### Filmmusik
- 2014 ”Family Tree” - Jimmy Lagnerfors remix (med Lignell) - filmen Micke & Veronica

### Som musikproducent
- 2011 ”Fest hos Mange”
- 2011 ”Mange bjuder”
- 2012 ”Drick Den”
- 2012 ”Mange För En Dag”
- 2013 ”Inte En Krona”
- 2014 ”Vakna”
- 2016 ”insomnia” - Albin & Mattias Andréasson
- 2018 ”Fantasy Boy” - FrankK
- 2018 ”Millies On My Mind” - FrankK
- 2019 ”cream” - FrankK
- 2020 ”Sikk Fukk - Sikk Ivy”